# Табір військовополонених «Травники»
51°08′00″ пн. ш. 22°59′52″ сх. д. / 51.1333° пн. ш. 22.9979° сх. д.
Табір військовополонених «Травники» (нім. Zwangsarbeitslager Trawniki, пол. Trawniki obóz koncentracyjny) — один із трудових нацистських концентраційних таборів, що існував з кінця липня 1941 до травня 1944 біля селища Травники (Польща). За табором закріпилося поняття вишкільного, тобто концентраційного табору, де з числа військовополонених обираються солдати (зневірені в радянській системі, зломлені війною та її жорстокістю) задля поповнення людського ресурсу в специфічних ділянках військових кампаній (охорона об'єктів, операції проти партизанів, поліційно-каральні акції)
Табір у Травниках знаходився приблизно за 40 км на південний схід від Любліна у Польщі, належав системі трудових таборів СС, які експлуатувалися за умови примусової праці на прилеглих промислових об'єктах, характерні роботою персоналу в жахливих умовах, із нестачею їжі. Здебільшого в'язнями були євреї з навколишніх гето та значна частина військовополонених.
Табір був також використаний для підготовки охоронців, набраних з радянських військовиків, відомих як гіві («Hiwi»), для служби в нацистських окупаційних силах у Польщі та сусідніх країнах. До числа «хіві» включені: етнічні німців зі Східної Європи, білоруси, естонці, латиші , литовці, українці, росіяни, поляки та інші. Частина підготовлених у таборі солдатів використовувалася для охорони об'єктів, затверджених за операцією «Рейнгард» (нацистський план зі знищення польських євреїв та інших народів, що перебували в концентраційних таборах винищувального типу).

## Історичні віхи табору
Концентраційний табір у Травниках вважається виправно-трудовим закладом у системі німецьких таборів часів 2-ї світової війни. За свою коротку історію впродовж трьох років свого існування, з липня 1941 по липень 1944 року, цей табір у Травниках чотири рази змінював свої функції:
- З липня по вересень 1941 року — як пересильний табір для радянського цивільного населення і військовополонених.
- З вересня 1941 до липня 1944 року, він був навчальним центром для підготовки співробітників поліції, розгорнутим у рамках операції «Рейнгард». Саме цей профіль залишився визначальним у долі цього табору й «відомий» підготовкою поліційних військових одиниць у системі СС — «травники», «гуралі СС».
- З червня 1942 року до вересня 1943 року використовувався як примусовий трудовий табір для євреїв у рамках операції «Рейнгард».
- У період з вересня 1943 року до травня 1944 року це був один із допоміжних таборів табірної системи Люблін/Майданек.